# Salomé Neuhauser
Salomé Neuhauser est une joueuse d'échecs française née en 1994. Elle a été trois fois championne de France d'échecs des jeunes, et a terminé au total sept fois sur le podium, dans diverses catégories d'âge.

## Palmarès lors des championnats de France d'échecs des jeunes
Salomé Neuhauser a commencé par jouer lors des championnats de France d'échecs des jeunes. En 2005, lors du championnat qui s'est déroulé à Calvi, elle termine deuxième, entre Margaux Lefèvre, championne de France des pupillettes,, et Aurélie Le Bail, troisième de cette catégorie. L'année suivante, à Aix-les-Bains, elle devient pour la première fois championne de France. En 2007, au Grand-Bornand, elle est vice-championne de France des moins de 14 ans. Le podium est le même qu'à Calvi en 2005 : Margaux Lefèvre devant et Arielle Le Bail troisième.
De retour à Aix-les-Bains en 2009, parmi les minimes cette fois, Salomé Neuhauser remporte son deuxième titre de championne de France. L'année suivante, à Troyes, elle termine deuxième derrière Mara Eid. Elle est troisième cadette l'année d'après, derrière Aurélie Le Bail et Orianne Soubirou, lors du championnat à Montluçon. Elle remporte enfin son troisième titre, à Nîmes, en 2012. C'est la septième fois qu'elle terminait sur le podium.

## Carrière en club
Salomé Neuhauser joue au club de Mulhouse Philidor, aux côtés de Mathilde Choisy et Emma Richard. Elle est notamment vice-championne de France par équipes en 2014, 2015 et 2016,. En 2017, elle remporte le Championnat de France féminin par équipes.